# Cuts Like a Knife
《Cuts Like a Knife》는 캐나다의 싱어송라이터 브라이언 애덤스의 세 번째 스튜디오 음반이다. 1983년 1월 18일, A&M 레코드에 의해 발매된 이 음반은 미국과 캐나다에서 큰 상업적 성공을 거두었다. 세 개의 싱글이 전 세계적으로 발매되었고, 타이틀곡과 〈Straight from the Heart〉와 〈This Time〉이 애덤스를 주류 대중으로 불러들였다.

## 녹음 및 제작
애덤스와 밥 클리어마운틴이 공동 프로듀싱한 《Cuts Like a Knife》는 1982년 8월 13일부터 10월 20일까지 캐나다 브리티시컬럼비아주 밴쿠버의 리틀 마운틴 사운드 스튜디오에서 녹음되었으며, 클리어마운틴은 1982년 10월 14일부터 20일까지 퀘벡주 모린하이츠의 르 스튜디오와 뉴욕의 더 파워 스테이션에서 음반을 믹싱했다.

## 발매 및 평가
| 전문가 평가   | 전문가 평가 |
| 평가 점수     | 평가 점수   |
| 출처          | 점수        |
| ------------- | ----------- |
| AllMusic      | [ 2 ]       |
| Rolling Stone | [ 3 ]       |

《Cuts Like a Knife》는 빌보드 200에서 8위로 정점을 찍었다. 이 음반은 1983년 1월에 발매되었고 히트 싱글인 〈Straight from the Heart〉, 〈This Time〉 그리고 〈Cuts Like a Knife〉를 특징으로 한다. 〈Cuts Like a Knife〉와 〈Straight from the Heart〉는 올해의 싱글 부문 주노상 후보에 올랐으며, 〈Cuts Like a Knife〉는 올해의 작곡가상을 수상했다. 캐나다에서 〈Cuts Like a Knife〉는 3번의 플래티넘 인증을 받았고, 음반은 미국에서도 플래티넘 인증을 받았다.
비록 이 음반이 나중에 영국 음반 차트에 오르고 1984년 말 애덤스의 후속 스튜디오 음반 《Reckless》의 성공에 이어 영국 축음기 협회에 의해 실버 인증을 받긴 했지만, 북미 외 지역에서의 《Cuts Like a Knife》의 성공은 그리 대단하지 않았다.
〈Cuts Like a Knife〉라는 노래의 뮤직 비디오는 1983년 MTV에서 방송된 가장 인기 있는 비디오 중 하나였으며 음반의 성공을 촉진한 것으로 인정받고 있다.

## 곡 목록
모든 곡들은 특별한 언급이 없는 한 브라이언 애덤스와 짐 발란스에 의해 작사/작곡하였다.
| #  | 제목                        | 작사·작곡           | 재생 시간 |
| -- | --------------------------- | ------------------- | --------- |
| 1. | 〈The Only One〉            |                     | 3:16      |
| 2. | 〈Take Me Back〉            |                     | 4:41      |
| 3. | 〈This Time〉               |                     | 3:20      |
| 4. | 〈Straight from the Heart〉 | 애덤스, 에릭 카그나 | 3:31      |
| 5. | 〈Cuts Like a Knife〉       |                     | 5:17      |

| #   | 제목                         | 작사·작곡               | 재생 시간 |
| --- | ---------------------------- | ----------------------- | --------- |
| 6.  | 〈I'm Ready〉                |                         | 3:58      |
| 7.  | 〈What's It Gonna Be〉       |                         | 3:40      |
| 8.  | 〈Don't Leave Me Lonely〉    | 애덤스, 발란스, 에릭 카 | 2:58      |
| 9.  | 〈Let Him Know〉             |                         | 3:11      |
| 10. | 〈The Best Was Yet to Come〉 |                         | 3:04      |

## 인증
| 국가                       | 인증        | 판매량/출하량 |
| -------------------------- | ----------- | ------------- |
| 오스트레일리아 (ARIA)      | 골드        | 35,000^       |
| 캐나다 (뮤직 캐나다)       | 3× 플래티넘 | 300,000^      |
| 스위스 (IFPI 스위스)       | 골드        | 25,000^       |
| 영국 (BPI)                 | 실버        | 60,000^       |
| 미국 (RIAA)                | 플래티넘    | 1,000,000^    |
| ^출하량을 기반으로 한 인증 |             |               |